# Rubín (odrůda révy vinné)
Rubín je středně pozdní moštová odrůda révy vinné (Vitis vinifera), používaná k výrobě červených vín. Odrůda byla vyšlechtěna na Slovensku v roce 1951 Ing. Dorotou Pospíšilovou, Ph.D. a kolektivem šlechtitelů Výzkumného ústavu vinohradnického Bratislava, křížením odrůd Picpoul noir a Frankovka.
Picpoul noir (název dle katalogu odrůd VIVC Piquepoul noir) je pozdní moštová odrůda původu Vitis vinifera, pocházející z jižní Francie, z oblasti Languedoc, z údolí řeky Rhôny. Odrůda byla v roce 2011 pěstována ve Francii v šesti klonech na ploše 60 hektarů s klesající tendencí, uplatnění nachází například v cuvée vín AOC Châteauneuf du Pape, Languedoc, Tavel, Côtes du Rhône, Côtes du Ventoux, Côtes du Luberon, Palette, Lavilledieu a Picpoul de Pinet. Pod názvem Pical je uvedena v seznamu klasifikovaných odrůd Portugalska a je doporučena k pěstování v regionu Vinho Verde. Mutací této odrůdy vznikly patrně odrůdy Piquepoul gris a následně Piquepoul blanc.

## Popis
Réva vinná (Vitis vinifera) odrůda Rubín je jednodomá dřevitá pnoucí liána, dorůstající v kultuře až několika metrů. Kmen tloušťky až několik centimetrů je pokryt světlou borkou, která se loupe v pruzích. Úponky révy umožňují této rostlině pnout se po pevných předmětech. Růst je středně bujný.
List je středně velký, okrouhlý, pětilaločnatý s středně hlubokými výkroji, čepel listu je síťovitě vrásčitá, mírně zvlněná, na rubu jemně chloupkatá. Řapík je středně dlouhý, jemně štětinkatý, řapíkový výkroj je lyovitý, otevřený.
Oboupohlavní pětičetné květy v hroznovitých květenstvích jsou žlutozelené, samosprašné. Plodem jsou středně velké až velké, kulaté bobule modré barvy, jejich dužina je rosolovitá, červeně zbarvená, neutrální chuti (odrůda je řazena mezi polobarvířky). Hrozny jsou středně velké (105 g), válcovité, husté.

## Původ a rozšíření
Rubín je odrůda révy vinné (Vitis vinifera), která byla vyšlechtěna na Slovensku roku 1951 Ing. Dorotou Pospíšilovou, Ph.D. a kolektivem šlechtitelů Výzkumného ústavu vinohradnického Bratislava, křížením odrůd Picpoul noir a Frankovka.
V Listině registrovaných odrůd SR není odrůda zapsána, na Slovensku je odrůda pěstována pouze na pokusných plochách. Ve Státní odrůdové knize České republiky není zapsána, není uvedena ani mezi odrůdami, ze kterých je dovoleno vyrábět zemská vína, v České republice se patrně nepěstuje.
Semenáč křížení Picpoul noir a Frankovka byl roku 1961 použit Ing. Dorotou Pospíšilovou, Ph.D. a kolektivem šlechtitelů Výzkumného ústavu vinohradnického Bratislava při šlechtění odrůdy Rosa, když byl zkřížen s odrůdou Tramín červený.

## Název
Název odrůdy je odvozen od barvy vína, ta je přirovnávána k barvě polodrahokamu rubín. Šlechtitelské označení odrůdy je PPFM 62/2.

## Možné záměny
Název „Rubín“ je mezi šlechtiteli révy (a konec konců nejen révy) velmi oblíbený. Pod tímto názvem najdeme v katalogu VIVC hned tři odrůdy, kromě této slovenské ještě modrou moštovou odrůdu původu Vitis vinifera, bulharského křížence Nebbiolo x Syrah a rumunskou moštovou odrůdu s bílými hrozny, křížence Tramín červený x (Villard blanc x Königin der Weingärten).
Dále existuje množství odrůd s tímto názvem, doplněným různými přídomky, uvést lze například dvě odrůdy z bývalého SSSR, Rubin Golodrigi a Dneprovskii Rubin, nebo dvě ukrajinské odrůdy, Rubin Tairovskii a Rubin Ukrainy. Najdeme také velké množství odrůd a jejich synonym, majících ve slovním základu svého názvu slovo „rubín“ (pro příklad odrůda Rubinet šlechtitele Prof. Ing. Viléma Krause, CSc.).

## Pěstování
Odrůda je citlivá na pozdní jarní mrazy, zimním mrazům odolává průměrně. Dobře snáší sucho. Hodí se pro většinu vedení, snáší dobře i krátký řez, vhodné jsou podnože SO-4, T 5C a 125 AA. Výnos je vysoký, 12–19 t/ha při cukernatosti moštu 19–23 °NM a aciditě 8–12 g/l.

### Fenologie
Rubín raší i kvete raně, sklizňové zralosti dosahuje středně pozdně, na Slovensku koncem září.

### Choroby a škůdci
Odolnost vůči houbovým chorobám obecně je průměrná, citlivější je odrůda na padlí révové (Uncinula necator).

### Poloha a půdy
Odrůda vyžaduje dobré, teplé a slunné polohy a záhřevné půdy, nejlépe hlinitopísčité.

## Víno
Vína bývají intenzívní červené barvy s namodralým reflexem, jemnější, neutrální, ovocité chuti.

### Multimédia
- Ing. Radek Sotolář : Multimediální atlas podnožových, moštových a stolních odrůd révy, Mendelova zemědělská a lesnická universita Brno, zahradnická fakulta v Lednici
- Martin Šimek : Encyklopédie všemožnejch odrůd révy vinné z celýho světa s přihlédnutím k těm, co již ouplně vymizely, 2008–2012